# Mikele Barber
Mikele "Miki" Ronisse Barber (Livingston, 4 de outubro de 1980) é uma ex-velocista norte-americana  campeã mundial de atletismo. Conquistou a medalha de ouro no  Campeonato Mundial de Atletismo de 2007, em Osaka, no revezamento 4x100 m  Também foi campeã pan-americana dos 100 m rasos nos Jogos Pan-americanos de 2007 no Rio de Janeiro.
Sua irmã gêmea,  Me'Lisa Barber, também foi uma velocista e campeã mundial em dois Mundiais de Atletismo, Paris 2003 e Helsinque 2005.